# Lagoleptus rugipectus
Lagoleptus rugipectus är en stekelart som beskrevs av Henry Keith Townes, Jr. 1969. Lagoleptus rugipectus ingår i släktet Lagoleptus och familjen brokparasitsteklar. Inga underarter finns listade i Catalogue of Life.